# Tutti i miei robot
Tutti i miei robot (The Complete Robot) è un'antologia di racconti di fantascienza di Isaac Asimov, del 1982. Contiene 31 storie scritte fra il 1940 e il 1977, che hanno per protagonisti i robot. La maggior parte di questi racconti erano precedentemente contenuti in Io, robot (I, robot, 1950), ne Il secondo libro dei robot (The Rest of the Robots, 1964) e nella Antologia del bicentenario (The Bicentennial Man and Other Stories 1976), più in quattro altre antologie. I racconti contenuti in questo libro servono come rampa di lancio per lo sviluppo della storia dell'"universo della Fondazione".

## Elenco dei racconti
I racconti presenti in Tutti i miei robot non sono ordinati cronologicamente ma sono stati raggruppati da Asimov in base a caratteristiche che li accomunano; ogni gruppo inoltre è preceduto da una breve prefazione dell'autore.
Accanto al titolo di ogni racconto sono state inoltre indicate le antologie edite in Italia nelle quali il racconto è apparso per la prima volta; alcuni dei racconti, infatti, sono stati stampati per la prima volta su riviste edite solo negli Stati Uniti.

### Robot non umani
- Il fedele amico dell'uomo (A Boy's Best Friend, 1975) — appare per la prima volta in questa antologia.
- Un giorno... (Someday, 1956) — La Terra è abbastanza grande
- Sally (Sally, 1953) — Antologia personale

### Robot immobili
- Certezza di esperto (Point of View, 1975) — appare per la prima volta in questa antologia.
- Finalmente (Think!, 1977) — appare per la prima volta in questa antologia.
- Vero amore (True Love, 1977) — appare per la prima volta in questa antologia.

### Robot di metallo
- AL-76 (Robot AL-76 Goes Astray, 1941) — Il secondo libro dei robot
- Vittoria involontaria (Victory Unintentional, 1942) — Il secondo libro dei robot
- Straniero in paradiso (Stranger in Paradise, 1974) — Antologia del bicentenario
- Luciscultura (Light Verse, 1973) — Testi e note
- Il Segregazionista (Segregationist, 1967) — Antologia personale
- Robbie (Robbie, 1940) — Io, robot

### Robot umanoidi
- Se saremo uniti (Let's Get Together, 1956) — Il secondo libro dei robot
- Immagine speculare (Mirror Image, 1972) — Il meglio di Asimov
- Tricentenario (The Tercentenary Incident, 1976) — Antologia del bicentenario

### Powell e Donovan
- La prima legge (First Law, 1956) — Il secondo libro dei robot
- Circolo vizioso (Runaround, 1942) — Io, Robot
- Essere razionale (Reason, 1941) — Io, Robot
- Iniziativa personale (Catch That Rabbit!, 1944) — Io, Robot

### Susan Calvin
- Bugiardo! (Liar!, 1941) - Io, Robot
- Soddisfazione garantita (Satisfaction Guaranteed, 1951) - Il secondo libro dei robot
- Lenny (Lenny, 1957) - Il secondo libro dei robot
- Il correttore di bozze (Galley Slave, 1957) - Il secondo libro dei robot
- Il robot scomparso (Little Lost Robot, 1947) - Io, Robot
- Rischio (Risk, 1955) - Il secondo libro dei robot
- Meccanismo di fuga (Escape!, 1945) - Io, Robot
- La prova (Evidence, 1946) - Io, Robot
- Conflitto evitabile (The Evitable Conflict, 1950) - Io, Robot
- Intuito femminile (Feminine Intuition, 1969) - Antologia del bicentenario

### Due apoteosi
- Che tu te ne prenda cura (...That Thou Art Mindful of Him, 1974) — Antologia del bicentenario
- L'uomo bicentenario (The Bicentennial Man, 1976) — Antologia del bicentenario

## Edizioni
- Isaac Asimov, The complete robot, Doubleday, 1982.
- Isaac Asimov, Tutti i miei robot, traduzione di vari, collana I Massimi della Fantascienza n° 9, Arnoldo Mondadori Editore, 1985,  p. 492.
- Isaac Asimov, Tutti i miei robot, traduzione di vari, collana Oscar Classici Moderni n° 11, Arnoldo Mondadori Editore, 1989,  p. 560, ISBN 88-04-31535-0.